# Carlos Alcaraz
Carlos Alcaraz Garfia (ur. 5 maja 2003 w El Palmar) – hiszpański tenisista, srebrny medalista igrzysk olimpijskich z Paryża (2024) w grze pojedynczej, triumfator US Open 2022, Wimbledonu 2023 i 2024 oraz French Open 2024 i 2025.

## Kariera tenisowa
Status profesjonalny Alcaraz uzyskał w 2018 roku.
W rozgrywkach cyklu ATP Tour Hiszpan wygrał dwadzieścia turniejów w grze pojedynczej z dwudziestu sześciu osiągniętych finałów. Ponadto zwyciężył w czterech singlowych turniejach cyklu ATP Challenger Tour oraz trzech singlowych turniejach cyklu ITF Men’s World Tennis Tour.
W turnieju głównym zawodów wielkoszlemowych zadebiutował podczas Australian Open w 2021 roku, odpadając w drugiej rundzie.
W 2021 roku zwyciężył w zawodach Next Generation ATP Finals dla tenisistów do lat 21. Jako najwyżej rozstawiony wygrał wszystkie pięć meczów, a w finale pokonał Sebastiana Kordę 4:3(5), 4:2, 4:2.
W 2022 roku zwyciężył w rozgrywkach singlowych podczas wielkoszlemowego US Open, pokonując w finale Caspera Ruuda 6:4, 2:6, 7:6(1), 6:3. Dzięki triumfowi w zawodach awansował na pozycję lidera rankingu singlowego ATP, stając się najmłodszą osobą, która tego dokonała.
W 2023 roku zwyciężył w zawodach singlowych rozgrywanych na kortach Wimbledonu. W meczu finałowym pokonał Novaka Đokovicia 1:6, 7:6(6), 6:1, 3:6, 6:4.
W sezonie 2024 zdobył trofeum na kortach French Open. W finale wygrał z Alexandrem Zverevem 6:3, 2:6, 5:7, 6:1, 6:2. Na kortach Wimbledonu obronił tytuł zdobyty przed rokiem, pokonując w finale Novaka Đokovicia 6:2, 6:2, 7:6(4). Z Đokoviciem spotkał się również w finale gry pojedynczej podczas igrzysk olimpijskich w Paryżu. Zdobył wówczas srebrny medal, przegrywając z Serbem 6:7(3), 6:7(2).
Alcaraz został liderem rankingu singlowego ATP podczas notowania 12 września 2022, natomiast w grze podwójnej najwyżej był na 519. pozycji (9 maja 2022).

### Historia występów wielkoszlemowych w grze pojedynczej
Legenda
     W, wygrany turniej
     F, przegrana w finale
     SF, przegrana w półfinale
     QF, przegrana w ćwierćfinale
     xR, przegrana w x rundzie
     Qx, przegrana w x rundzie kwalifikacji
     A, brak startu
     NH, turniej nie odbył się
| Australian Open | A   | 2R  | 3R   | A    | QF   | QF   | 0 / 4  | 11 – 4  |  |  |  |  |  |
| French Open     | Q1  | 3R  | QF   | SF   | W    | W    | 2 / 6  | 25 – 4  |  |  |  |  |  |
| Wimbledon       | NH  | 2R  | 4R   | W    | W    | F    | 2 / 5  | 24 – 3  |  |  |  |  |  |
| US Open         | A   | QF  | W    | SF   | 2R   |      | 1 / 4  | 17 – 3  |  |  |  |  |  |
|                 |     |     |      |      |      |      |        |         |  |  |  |  |  |
| Bilans spotkań  | 0–1 | 8–4 | 16–3 | 17–2 | 19–2 | 17–2 | 5 / 19 | 77 – 14 |  |  |  |  |  |

### Finały w turniejach ATP Tour
| Legenda                                      |
| -------------------------------------------- |
| Wielki Szlem                                 |
| Igrzyska olimpijskie                         |
| Tennis Masters Cup / ATP Finals              |
| ATP Masters Series / ATP Tour Masters 1000   |
| ATP International Series Gold / ATP Tour 500 |
| ATP International Series / ATP Tour 250      |

#### Gra pojedyncza (20–6)
| Końcowy wynik | Nr  | Data                | Turniej            | Nawierzchnia  | Przeciwnik          | Wynik finału                        |
| ------------- | --- | ------------------- | ------------------ | ------------- | ------------------- | ----------------------------------- |
| Zwycięzca     | 1.  | 25 lipca 2021       | Umag               | Ceglana       | Richard Gasquet     | 6:2, 6:2                            |
| Zwycięzca     | 2.  | 20 lutego 2022      | Rio de Janeiro     | Ceglana       | Diego Schwartzman   | 6:4, 6:2                            |
| Zwycięzca     | 3.  | 3 kwietnia 2022     | Miami              | Twarda        | Casper Ruud         | 7:5, 6:4                            |
| Zwycięzca     | 4.  | 24 kwietnia 2022    | Barcelona          | Ceglana       | Pablo Carreño-Busta | 6:3, 6:2                            |
| Zwycięzca     | 5.  | 8 maja 2022         | Madryt             | Ceglana       | Alexander Zverev    | 6:3, 6:1                            |
| Finalista     | 1.  | 24 lipca 2022       | Hamburg            | Ceglana       | Lorenzo Musetti     | 4:6, 7:6(6), 4:6                    |
| Finalista     | 2.  | 31 lipca 2022       | Umag               | Ceglana       | Jannik Sinner       | 7:6(5), 1:6, 1:6                    |
| Zwycięzca     | 6.  | 11 września 2022    | US Open, Nowy Jork | Twarda        | Casper Ruud         | 6:4, 2:6, 7:6(1), 6:3               |
| Zwycięzca     | 7.  | 19 lutego 2023      | Buenos Aires       | Ceglana       | Cameron Norrie      | 6:3, 7:5                            |
| Finalista     | 3.  | 26 lutego 2023      | Rio de Janeiro     | Ceglana       | Cameron Norrie      | 7:5, 4:6, 5:7                       |
| Zwycięzca     | 8.  | 19 marca 2023       | Indian Wells       | Twarda        | Daniił Miedwiediew  | 6:3, 6:2                            |
| Zwycięzca     | 9.  | 23 kwietnia 2023    | Barcelona          | Ceglana       | Stefanos Tsitsipas  | 6:3, 6:4                            |
| Zwycięzca     | 10. | 7 maja 2023         | Madryt             | Ceglana       | Jan-Lennard Struff  | 6:4, 3:6, 6:3                       |
| Zwycięzca     | 11. | 25 czerwca 2023     | Londyn             | Trawiasta     | Alex de Minaur      | 6:4, 6:4                            |
| Zwycięzca     | 12. | 16 lipca 2023       | Wimbledon, Londyn  | Trawiasta     | Novak Đoković       | 1:6, 7:6(6), 6:1, 3:6, 6:4          |
| Finalista     | 4.  | 20 sierpnia 2023    | Cincinnati         | Twarda        | Novak Đoković       | 7:5, 6:7(7), 6:7(4)                 |
| Zwycięzca     | 13. | 17 marca 2024       | Indian Wells       | Twarda        | Daniił Miedwiediew  | 7:6(5), 6:1                         |
| Zwycięzca     | 14. | 9 czerwca 2024      | French Open, Paryż | Ceglana       | Alexander Zverev    | 6:3, 2:6, 5:7, 6:1, 6:2             |
| Zwycięzca     | 15. | 14 lipca 2024       | Wimbledon, Londyn  | Trawiasta     | Novak Đoković       | 6:2, 6:2, 7:6(4)                    |
| Finalista     | 5.  | 4 sierpnia 2024     | Paryż              | Ceglana       | Novak Đoković       | 6:7(3), 6:7(2)                      |
| Zwycięzca     | 16. | 2 października 2024 | Pekin              | Twarda        | Jannik Sinner       | 6:7(6), 6:4, 7:6(3)                 |
| Zwycięzca     | 17. | 9 lutego 2025       | Rotterdam          | Twarda (hala) | Alex de Minaur      | 6:4, 3:6, 6:2                       |
| Zwycięzca     | 18. | 13 kwietnia 2025    | Monte Carlo        | Ceglana       | Lorenzo Musetti     | 3:6, 6:1, 6:0                       |
| Finalista     | 6.  | 20 kwietnia 2025    | Barcelona          | Ceglana       | Holger Rune         | 6:7(6), 2:6                         |
| Zwycięzca     | 19. | 18 maja 2025        | Rzym               | Ceglana       | Jannik Sinner       | 7:6(5), 6:1                         |
| Zwycięzca     | 20. | 8 czerwca 2025      | French Open, Paryż | Ceglana       | Jannik Sinner       | 4:6, 6:7(4), 6:4, 7:6(3), 7:6(10–2) |